# Family Broadcasting Corporation
Family Broadcasting Corporation (FBC) és una corporació de canals de televisió evangèlics, anteriorment anomenada LeSEA. LeSEA és un acrònim que significa: Lester Sumrall Evangelical Association (en català: Associació Evangèlica Lester Sumrall).
Family Broadcasting Corporation, també coneguda com a World Harvest Television, és un canal de televisió cristiana nord-americà amb més de 40 emissores afiliades a diverses ciutats dels Estats Units, arribant també fins a altres països mitjançant la connexió via satèl·lit. La seu central de Family Broadcasting Corporation (en català: Corporació de Radiodifusió Familiar) es troba a South Bend, Indiana, i emet programació religiosa. Els dos programes més importants del canal són el programa d'entrevistes The Harvest Show i el musical Live from Studio B.
Pete Sumrall, és el fill del fundador de la cadena, el difunt Dr. Lester Sumrall, és el president de la corporació. Les estacions de televisió ofereixen, a més de programes religiosos, alguns programes de jardineria i decoració, sèries i pel·lícules clàssiques, i programes infantils. FBC també opera tres estacions de ràdio d'ona curta a: Maine, Carolina del Sud, i Hawaii.